# لوتشيانو دي نابولي
لوتشيانو دي نابولي (بالفرنسية: Luciano Di Napoli)‏ هو عازف بيانو فرنسي، ولد في 12 أغسطس 1954 في صفاقس في تونس.

## وصلات خارجية
- لوتشيانو دي نابولي على موقع ميوزك برينز (الإنجليزية)
- لوتشيانو دي نابولي على موقع أول ميوزيك (الإنجليزية)
- لوتشيانو دي نابولي على موقع ديسكوغز (الإنجليزية)